# Principato di Raffadali

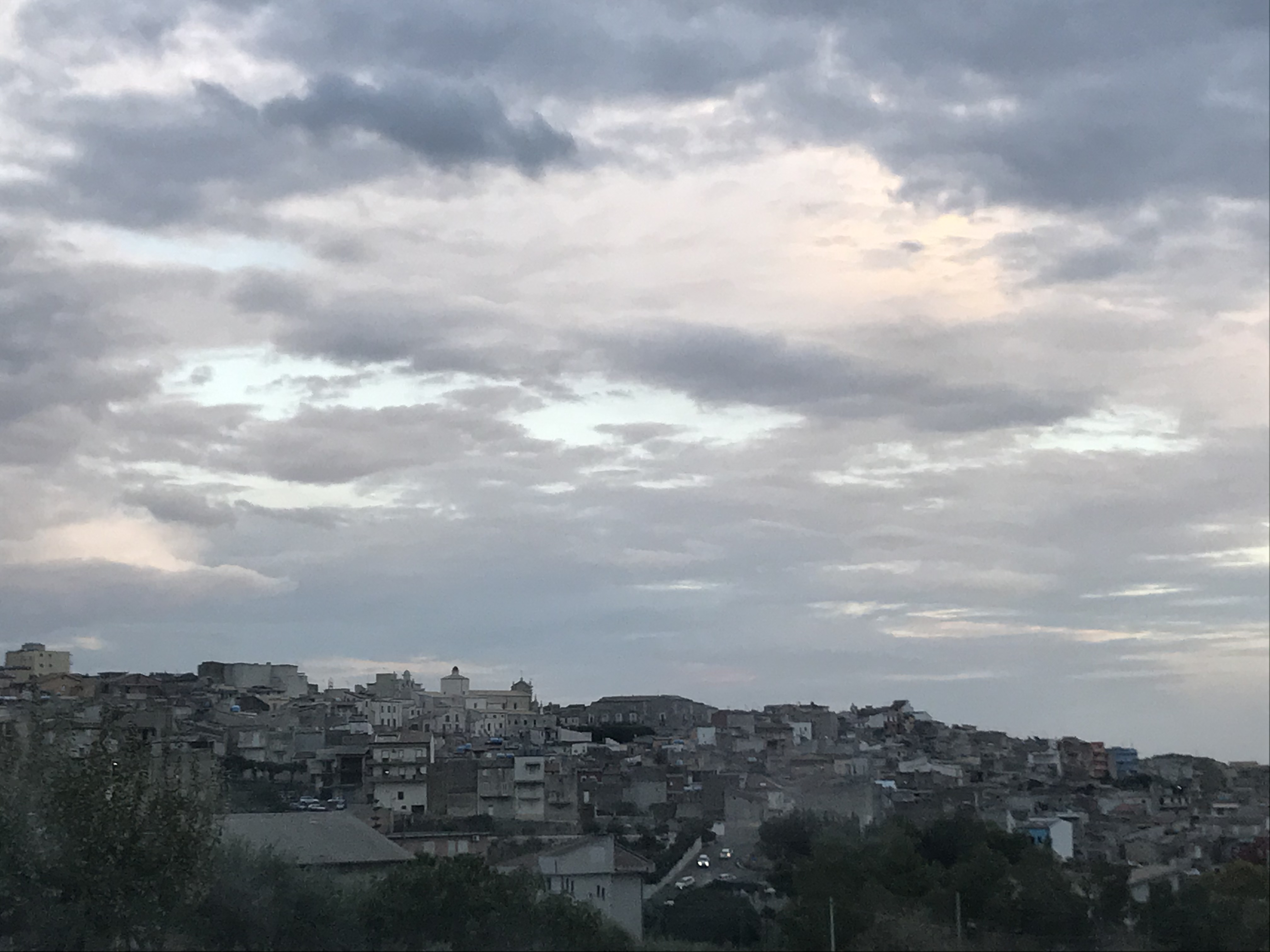
Veduta di Raffadali.

Il principato di Raffadali è stato un feudo del Regno di Sicilia sorto nel XVII secolo comprendente le terre circostanti l'attuale comune di Raffadali, in provincia di Agrigento.

## Storia
Il principato, che comprendeva le Terre di Raffadali, fu istituito nel 1650. Giuseppe Nicolò Montaperto era intervenuto per reprimere una rivolta degli agrigentini contro il vescovo Trajna, accusato di costringere la popolazione alla fame. Per premiare il coraggio e la fedeltà dei Montaperto, Filippo IV di Spagna insignì la famiglia feudataria di Raffadali del titolo principesco.
Il principato era delimitato dai seguenti territori:
(Placido Carraffa, Sicaniae descriptio, 1653.)
Ma la storia dei domini dei Montaperto avrebbe origine con Matteo Montaperto, soldato di Ruggero, che da Ulla Passaneto avrebbe avuto Giorlando Montaperto. Per il suo valore nella presa della fortezza araba di Guastanella, Giorlando sarebbe stato, nel 1095, infeudato dal Gran Conte Ruggero I di Sicilia della fortezza e delle terre circostanti.
A Giorlando successe il figlio Bartolomeo. Bartolomeo Montaperto ebbe da Avilla Rosso Giacomo, o Jacobino, che fu membro della Camera reale di re Guglielmo I di Sicilia. Il re gli avrebbe confermato la concessione del castello di Guastanella e della Terra di Raffadali con privilegio del 1161.
Il feudo di Raffadali fu concesso al soldato Bartolomeo Nigrell nel 1271, e in seguito posseduto dalla famiglia degli Uberti, per ritornare infine ai Montaperto con il matrimonio di Aloiso Montaperto con Antonia degli Uberti. 
Lamberto Montaperto fu tra i maggiori esponenti del casato, e potente signore, oltre che dei feudi di Raffadali e Guastanella, di Buterni, Burgio, Sicauci, Carumbuteni, Bigineci, Sinaci, Passarello, Camulzudemi, Jancaxi, Ragalturco, Comiti. Suo figlio ed erede fu Bartolomeo Montaperto, che si distinse come difensore di Mazara del Vallo contro i francesi nel 1316. Bartolomeo ricoprì la carica di capitano giustiziere di Trapani nel 1325 e di Palermo nel 1321 e nel 1328. Sposò Berengaria Montecateno, da cui ebbe Lamberto. Lamberto Montaperto dovette cedere il feudo al duca di Atene e Neopatria Giovanni d’Aragona a causa di un debito di 6.000 onze. Isabella Chiaromonte, moglie di Lamberto, fece ricorso al re, opponendo il suo credito dotale, e riottenne il feudo di Raffadali il 12 dicembre 1345.
Nel 1507 Pietro Montaperto ottenne la licentia populandi, in virtù della quale poté ripopolare l’antico casale arabo di Raffadali, ormai abbandonato.
Nicolò Montaperto Pujades, investito il 14 dicembre 1587, fu il primo dei Montaperto a fregiarsi del titolo di marchese.
Il Principato di Raffadali quale entità amministrativa fu soppresso nel 1812, in epoca borbonica, per effetto della promulgazione della costituzione siciliana del 1812, con la quale veniva abolito il feudalesimo nel territorio del Regno di Sicilia.
Ultimo principe-feudatario fu Salvatore Montaperto Valguarnera.

## Principi di Raffadali

### Epoca feudale
- Niccolò Montaperto de Spuches
- Francesco Montaperto Bonanno
- Domenico Montaperto e Uberti
- Ottavio Montaperto Lanza
- Bernardo Montaperto Massa
- Salvatore Montaperto Branciforte
- Salvatore Montaperto Valguarnera

### Dopo il 1812
- Salvatore Montaperto Valguarnera
- Bernardo Montaperto
- Antonia Lucrezia Montaperto
- Salvatore Montaperto Grasso